# Stazione di Trezzano sul Naviglio
La stazione di Trezzano sul Naviglio è una fermata ferroviaria posta lungo la ferrovia Milano-Mortara che serve l'omonimo comune.

## Storia
La fermata di Trezzano sul Naviglio fu attivata nel 1987.

Con il raddoppio del binario, attivato il 7 dicembre 2009, la fermata fu completamente ricostruita, passando da 1 a 2 binari, con la costruzione di pensiline e il miglioramento degli accessi.

## Strutture ed impianti
La fermata conta 2 binari, uno per ogni senso di marcia, serviti da 2 banchine laterali collegate da un sottopassaggio.

## Movimento
La fermata è servita dai treni della linea S9 (Saronno-Milano-Albairate) del servizio ferroviario suburbano di Milano, con frequenza semioraria.